# Vanthali
Vanthali là một thành phố và khu đô thị của quận Junagadh thuộc bang Gujarat, Ấn Độ.

## Nhân khẩu
Theo điều tra dân số năm 2001 của Ấn Độ, Vanthali có dân số 15.861 người. Phái nam chiếm 53% tổng số dân và phái nữ chiếm 47%. Vanthali có tỷ lệ 70% biết đọc biết viết, cao hơn tỷ lệ trung bình toàn quốc là 59,5%: tỷ lệ cho phái nam là 77%, và tỷ lệ cho phái nữ là 61%. Tại Vanthali, 11% dân số nhỏ hơn 6 tuổi.